# Carl Becker (Marinemaler)

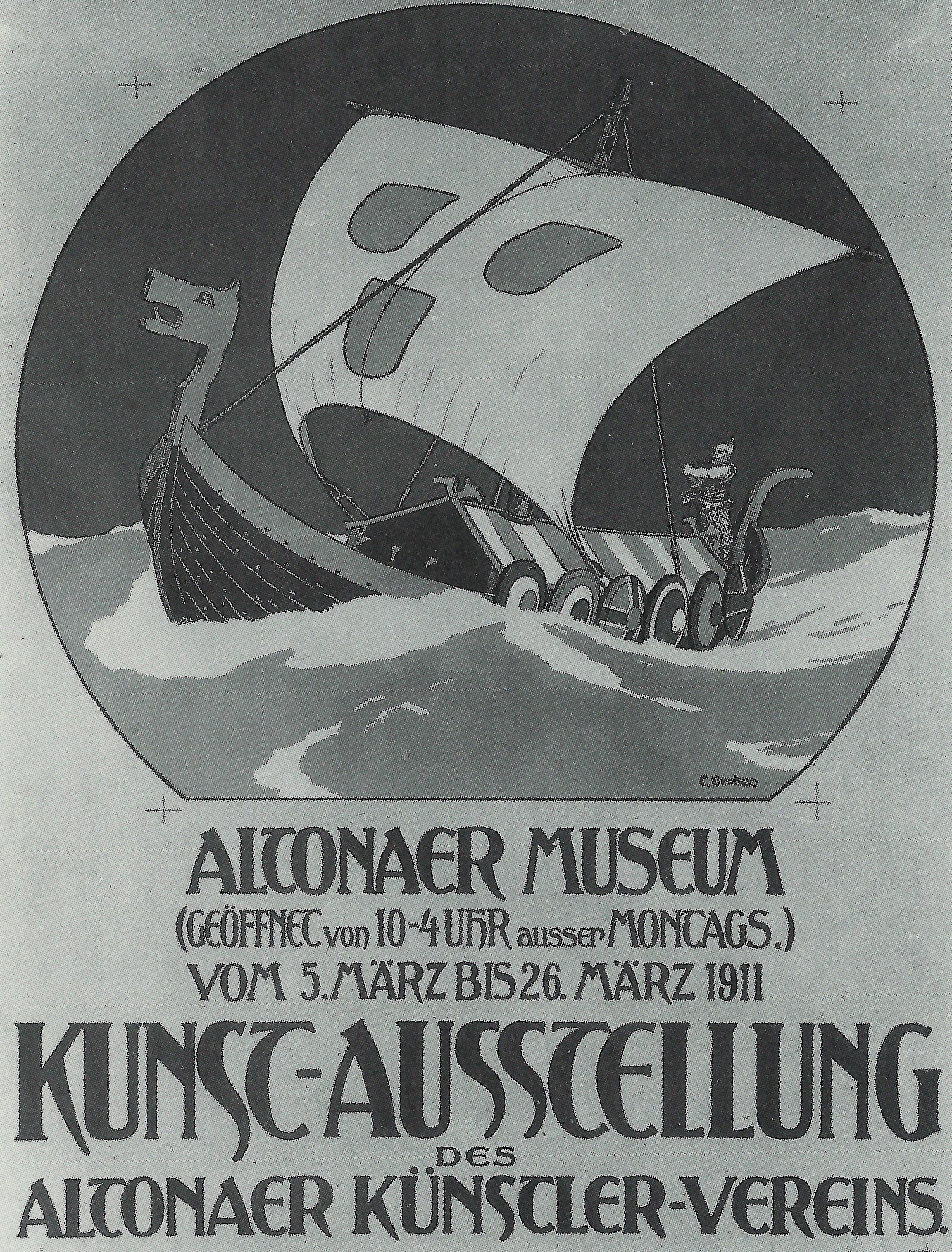
Ausstellungsplakat des Altonaer Künstlerverein, 1911, Altonaer Museum (Schwarz-weiß-Abbildung des Plakats)

Carl Emil Rudolf Ludwig Becker (* 31. August 1862 in Hameln; † 12. Februar 1926 in Blankenese) war ein deutscher Marinemaler.

## Leben

### Kindheit und Ausbildung
Becker wurde als Sohn eines Militärarztes in Hameln geboren. Infolge der Annexion des Königreiches Hannover 1866 durch das Königreich Preußen wurde sein Vater nach Altona versetzt, wo Carl Becker aufwuchs. Er besuchte die Realschule und erhielt seine erste künstlerische Ausbildung beim Hamburger Marinemaler Heinrich Leitner (1842–1913).

### Karriere als Marinemaler
Das maritime Umfeld prägte Becker auf Lebenszeit, in Hamburg erlebte er die in seinem Werk vielfach wiederkehrenden Motive wie die Elbe, den Hamburger Hafen, Schiffe, das Meer und die Brandung der Nordsee. Im Jahre 1887 begann Becker das Studium an der Kunstakademie Düsseldorf. Bis 1893 war er dort Schüler der Landschafterklasse des deutschbaltischen Malers Eugen Dücker, der norddeutsche und maritime Themen in den Mittelpunkt rückte. Unter diesem Einfluss spezialisiert sich Becker mit großem Erfolg auf die Marinemalerei. In 1891 ließ er sich noch in der Kupferstich- und Radierklasse von Carl Ernst Forberg ausbilden.
Goldmedaillen auf der Dritten Internationalen Kunstausstellung Wien 1894 und anlässlich des 200. Jahrestages der Berliner Akademie der Künste im Jahr 1896 bei der Internationalen Kunstausstellung in Berlin belegen den künstlerischen Wert. Er war Mitglied im Hamburger Künstlerverein von 1832. Auch gehörte er zu den Gründern der Düsseldorfer Künstler-Vereinigung 1899.
Um 1900 spielte die Marinemalerei zunehmend eine wichtige und symbolträchtige Rolle, besonders gefördert im Bestreben Kaiser Wilhelms II., Deutschland zu einer der weltgrößten Seemächte zu entwickeln. Fanden die maritimen Motive bis zu dieser Zeit vor allem das Interesse von Reedern, Kapitänen, betuchten Seeleuten und Angehörigen der Kriegsmarine, so brachte die politische Entwicklung auch eine erhöhte Nachfrage im Binnenland hervor. Carl Becker blieb nach seinem Studium in Düsseldorf und wohnte und arbeitete im Eiskellerberg. Hier wurde er in der Liste der Mitglieder der Offizier-Vereinigung des Landwehr-Bezirks Düsseldorf unter Marine, Seewehr I. Aufgebot geführt. Er erhielt zahlreiche Aufträge, unter anderem malte er die Wandgemälde für den deutschen Schifffahrtspavillon der Pariser Weltausstellung 1900. Carl Becker war Mitglied im Altonaer Künstlerverein.

### Familie und Freunde
Carl Becker heiratete Annette Otto, die Tochter des Erfinders Nicolaus Otto, was ihm einen großbürgerlichen Lebensstil ermöglichte und ihm genügend Freiraum für seine künstlerische Entwicklung ließ. Im Jahr 1903 wurde Sohn Claus geboren. Im folgenden Jahr zog die Familie nach Nienstedten bei Hamburg unweit der Elbe, später nach Blankenese. Ihr Sohn Claus Becker zeigte in frühen Jahren seine künstlerische Begabung und erhielt eine entsprechende Ausbildung. Im Jahr 1923 porträtierte er Vater Carl und Mutter Annette Becker.
Carl Becker war mit dem Maler Carl Rathjen befreundet, der in Ahrenshoop ein Haus besaß. Sein Sohn Claus Becker war ebenfalls um 1943 für mehrere Monate in Ahrenshoop und hat dort verschiedene Gemälde ausgeführt.

## Stil
Seine Bilder schuf Becker in fundierter Sachkenntnis der Seefahrt, der dargestellten Schiffstypen und Manöver. Längere Schiffsreisen führten Carl Becker nach Nord- und Südamerika. Auf seinen Törns mit Fischkuttern und Seglern auf Nord- und Ostsee lernte er das Leben an Deck kennen, er erfasste Perspektiven auf Hafenstädte sowie durch stürmische See bewegte Segler und Fischer.
Viele der Bilder sind trotz der tobenden Elemente in warme, grün-bräunliche Farbigkeit eines Sonnenuntergangs bis hin zu blau-grüner Nachtstimmung in Vollmondlicht getaucht. Becker beherrschte die Lichteffekte über einem Seestück oder gleichsam in Verbindung mit im Seegang manövrierenden Booten. Stilistisch entwickelt er den impressionistisch inspirierten Stil seines Lehrers Eugen Dücker weiter.

## Werke
- Neue Nationalgalerie, Berlin
- Deutsches Schifffahrtsmuseum, Bremerhaven
- Museum Kunstpalast, Düsseldorf, Abendstimmung[3]
- Altonaer Museum, Hamburg
- Museum für Hamburgische Geschichte, Hamburg